# Basilika Sacré-Cœur (Nancy)

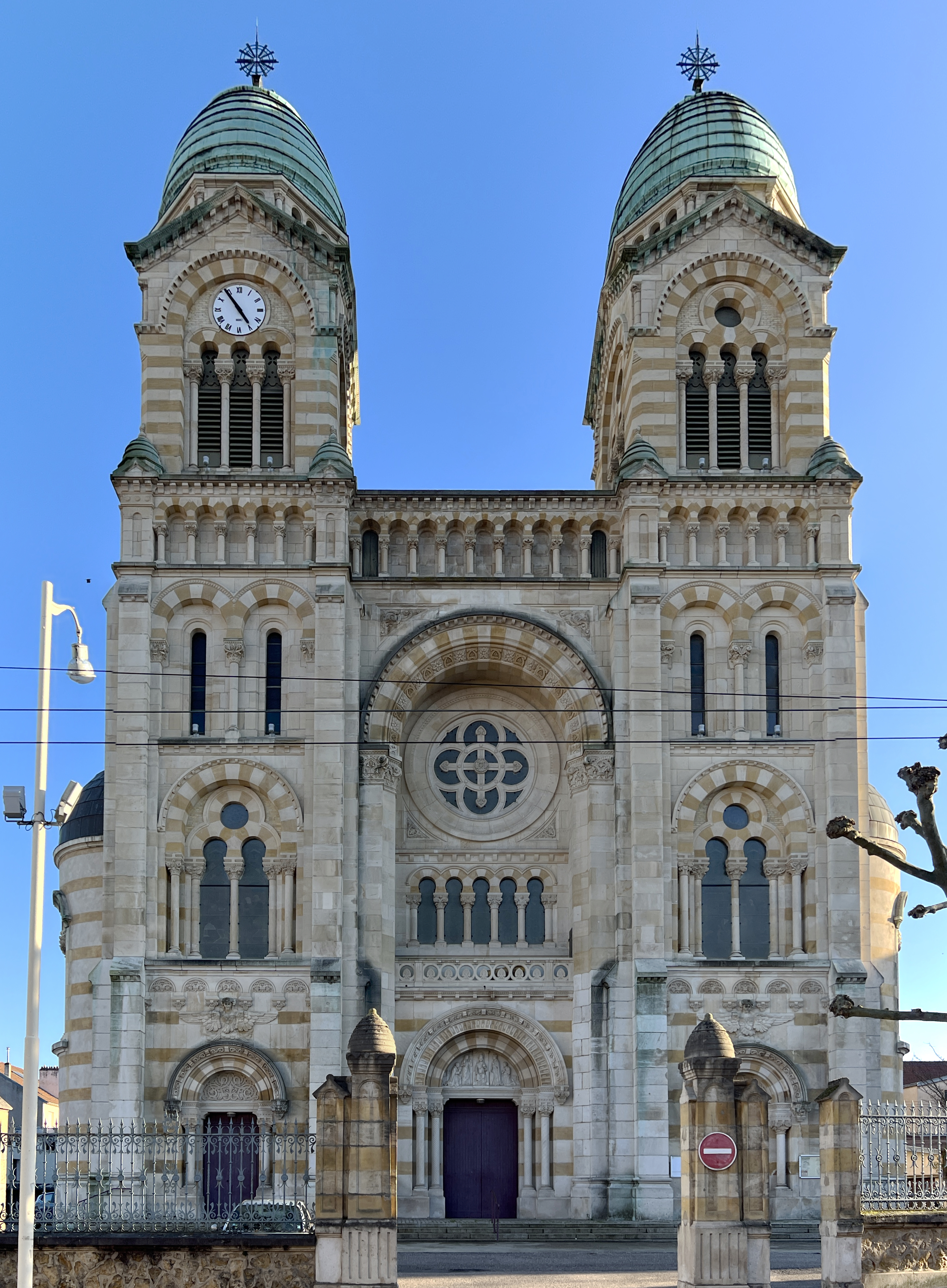
Ansicht vom nördlichen Park Cure d´air

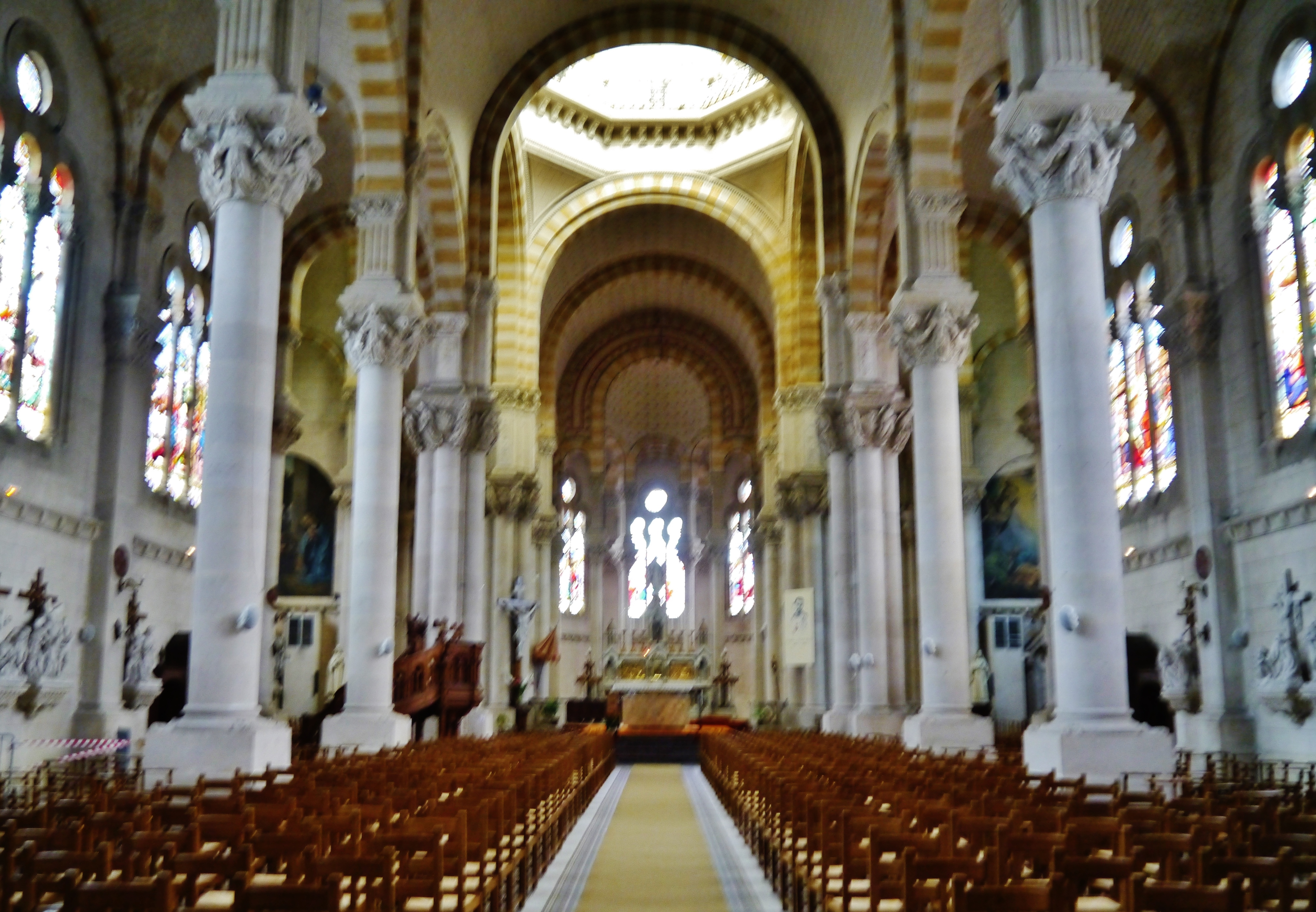
Innenraum

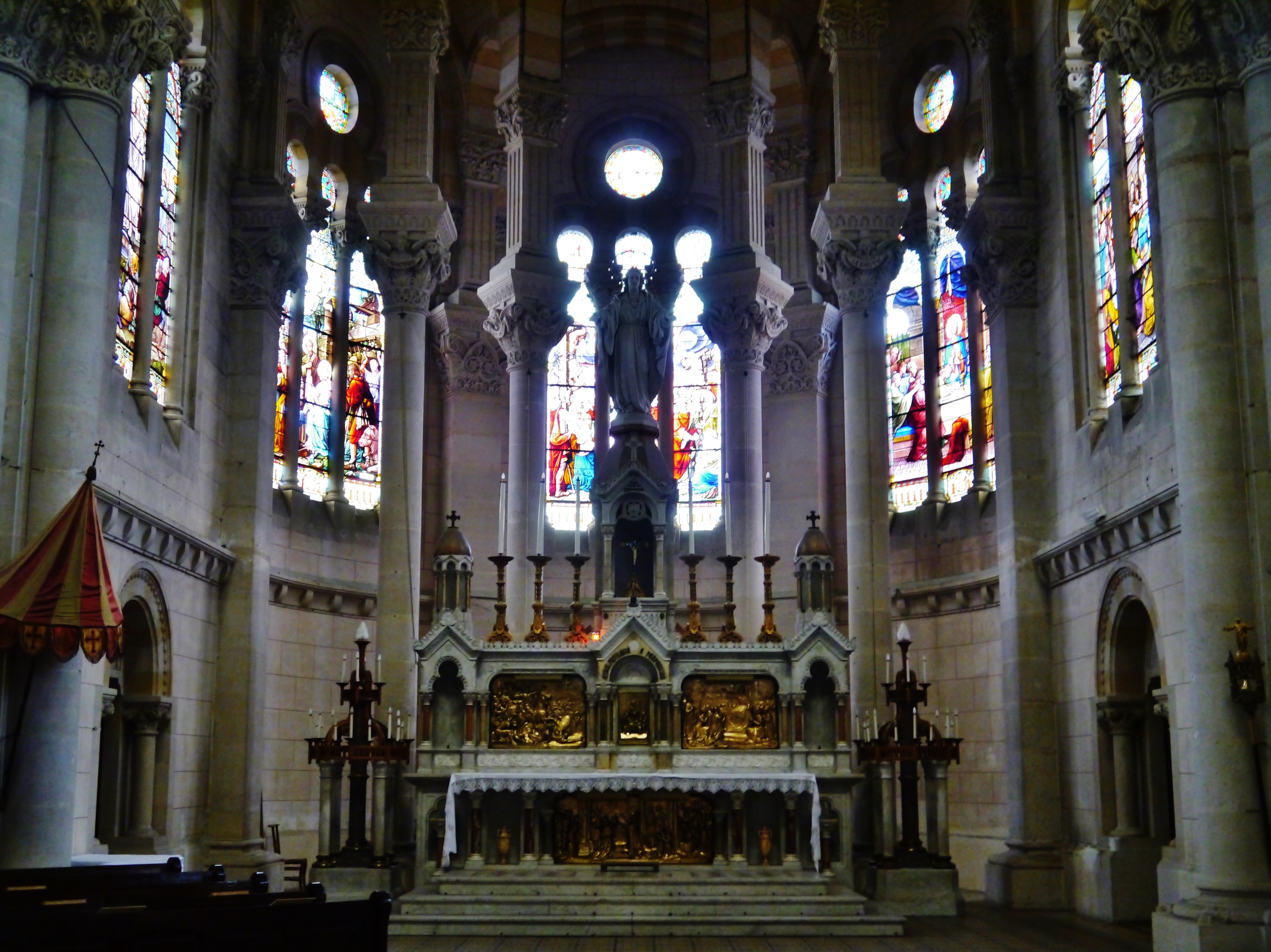
Chorraum

Die Basilika Sacré-Cœur (deutsch Herz-Jesu-Basilika) ist eine römisch-katholische Pfarrkirche in Nancy, Lothringen, Frankreich. Sie wurde im neoromanisch-neobyzantinischen Stil erbaut und nach Fertigstellung 1905 direkt als Basilica minor geweiht. Die Kirche des Heiligsten Herzens Jesu des Bistums Nancy-Toul gehört zu der 2001 gegründeten Pfarrgemeinde Seliger Charles de Foucauld.

## Geschichte
Der Bischof von Nancy-Toul, Charles-François Turinaz (1838–1918), veranlasste 1889 den Bau einer neuen Pfarrkirche in Nancy im Bezirk Poincaré – Foch – Anatole France – Croix de Bourgogne nahe der Stadt Laxou. Die Umsetzung übernahm sein Privatsekretär Henri Blaise (1863–1920), der auch erster Pfarrer werden sollte. Entwurf und Ausführung erfolgten durch den Architekten Antony Rougieux (1854–1906), einem Schüler von Julien Guadet. Die eklektizistische Gestaltung in Anlehnung an Sacré-Cœur de Montmartre erfolgte mit neoromanischen und neobyzantinischen Elementen. Hinter einer nach Norden ausgerichteten Doppelturmfassade öffnet sich ein dreischiffiger Bau mit einer hohen Vierungskuppel. Die Grundsteinlegung erfolgte am 9. Juni 1902. Die Segnung der Herz-Jesu-Statue, die die 45 Meter hohe Kuppel dominiert, fand am 23. April 1904 statt. Die Arbeiten wurden 1905 abgeschlossen.
Papst Pius X. verlieh der Kirche im September 1905 den Rang einer Basilica minor, sie wurde vom Bischof Turinaz am 15. November 1905 als Basilique Sacré-Cœur geweiht und dem Gottesdienst übergeben. Im Chor sind als Zeichen der Basilica das Tintinnabulum und das Umbraculum zu sehen.
Bischof Turinaz und Pfarrer Blaise wurden im linken und im rechten Querschiff der Basilika beigesetzt.

## Orgel
Die von Charles Didier-Van-Caster (1852–1906) gebaute Orgel wurde 1907 fertiggestellt. Sie wurde am 30. Mai 1907 von Charles-Marie Widor eingeweiht. Dieses Instrument hat 48 Register, die sich auf drei Manuale und Pedale verteilen, und verfügt über zwei 32-Fuß-Register (Bourdon 32 und Contrabombarde 32).
Das Instrument wurde nach einer Restaurierung 2019 erneut gesegnet und eingeweiht.

## Glocken
Die fast 6 Tonnen schwere Glocke in der Herz-Jesu-Basilika ist die größte Glocke in Nancy und wird nur bei außergewöhnlichen Ereignissen wie dem Tod oder der Wahl eines Papstes geläutet.